# Линдевера
Линдевера (њем. Lindewerra) општина је у њемачкој савезној држави Тирингија. Једно је од 89 општинских средишта округа Ајхсфелд. Према процјени из 2010. у општини је живјело 247 становника. Посједује регионалну шифру (AGS) 16061066.

## Географски и демографски подаци
Линдевера се налази у савезној држави Тирингија у округу Ајхсфелд. Општина се налази на надморској висини од 150 метара. Површина општине износи 4,4 km². У самом мјесту је, према процјени из 2010. године, живјело 247 становника. Просјечна густина становништва износи 56 становника/km².